# Francis Carmont
Francis Carmont (ur. 10 listopada 1981 w Paryżu) – francuski zawodnik mieszanych sztuk walki. Zwycięzca turnieju KSW 5 z 2006 roku. Były zawodnik UFC. Aktualnie związany z Bellator MMA.

## Kariera sportowa
Zadebiutował w mieszanych sztukach walki 29 lutego 2004 roku na brytyjskiej gali UKMMAC 6 - Extreme Warriors. Wygrał wtedy z zawodnikiem gospodarzy - Kuljitem Degunem ,poddając go dźwignią na staw łokciowy. Następne dwie walki w brytyjskiej organizacji przegrywał przed czasem. 8 października 2005 roku przegrał pojedynek z Grzegorzem Jakubowskim na turnieju European Vale Tudo 5.
3 lipca 2006 roku wygrał turniej na gali KSW 5 pokonując kolejno: Goce Candowskiego przez decyzję sędziowską, Piotra Bagińskiego przez TKO i w finale Roberta Jocza przez decyzję.
Swoją czwartą walkę w KSW stoczył 10 listopada 2007 roku na gali KSW 8, przegrywając na punkty z Karolem Bedorfem. Kolejny pojedynek w Polsce stoczył 13 września 2008 roku (KSW Extra) poddając Łukasza Jurkowskiego duszeniem zza pleców. 
Na gali Strength and Honor 3 która odbyła się 18 września 2010 roku w Genewie pokonał Rosjanina - Emila Zachariewa przez poddania, zakładając mu klucz na rękę tzw. kimurę i tym samym zdobywając mistrzostwo organizacji Strength and Honor Championship.
17 czerwca 2011 roku pokonał przez TKO byłego zawodnika UFC Jasona Daya na kanadyjskiej gali Slammer in the Hammer. 
9 września 2011 roku podpisał kontrakt z amerykańską organizacją Ultimate Fighting Championship. Jeszcze tego samego roku 29 października zadebiutował na gali UFC 137: Penn vs Diaz. W swoim debiucie pokonał Chrisa Camozziego przez jednogłośną decyzję sędziowską. 11 lipca 2012 pokonał przez poddanie Karlosa Vémolę na UFC on Fuel TV: Munoz vs Weidman. Następne dwa pojedynki zwyciężał, z Tomem Lawlorem (UFC 154) oraz z byłym zawodnikiem Strikeforce - Lorenzem Larkinem (UFC on Fuel 7) - oba na punkty.
W 2014 zanotował trzy porażki z rzędu (m.in. z Ronaldo Souzą) po czym został zwolniony z UFC. Na początku 2015 związał się z konkurencyjną organizacją Bellator MMA. W debiucie (27 marca) pokonał na punkty Guilherme Vianę. 19 września tego samego roku wziął udział w turnieju wagi półciężkiej jako rezerwowy. W związku z kontuzją Muhammeda Lawala, która wykluczyła go z walki finałowej, jego miejsce zajął Carmont lecz ostatecznie nie sprostał drugiemu finaliście Philowi Davisowi, który go znokautował w 1. rundzie.